# Patria (motocicleta)
Patria fou una marca catalana de motocicletes, fabricades per l'empresa Fábrica Nacional de Motocicletas, Sidecares y Bicicletas Patria, propietat d'Antoni Serra, a Badalona (Barcelonès) entre 1922 i 1936.

## Història

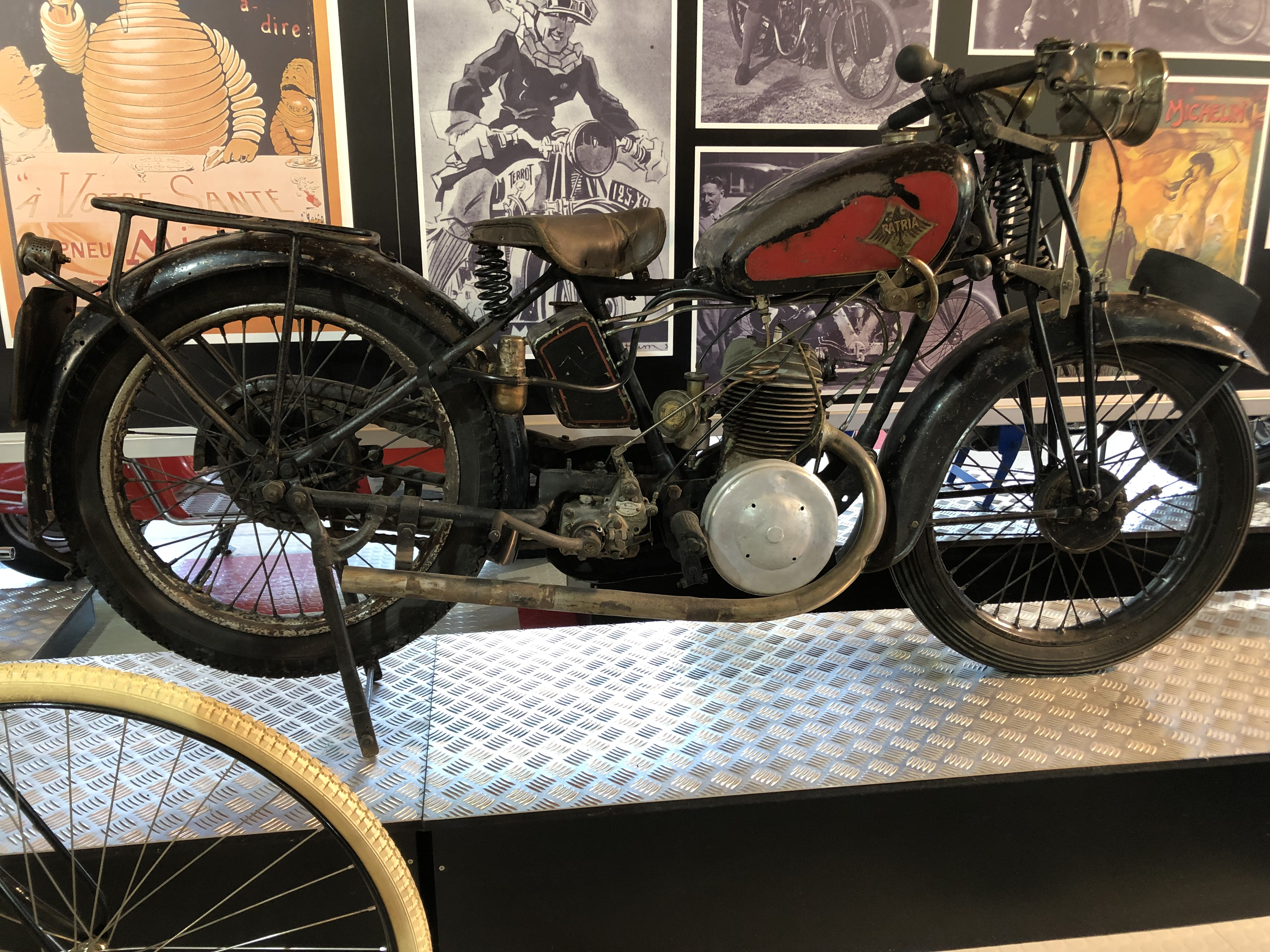
Patria 350cc de 1929

Antoni Serra i Siam havia nascut al Poblenou de Barcelona el 1893, fill d'industrials del tèxtil i amant dels motors d'explosió. El 1936, en esclatar la guerra civil espanyola, va haver de paralitzar la fabricació i sortir del país per salvar la vida (son germà Lluís fou assassinat). Mentre va durar la guerra hi va haver una caserna militar de les Brigades Internacionals dins les instal·lacions de la fàbrica. El 19 d'abril de 1939, Antoni Serra tornà a Badalona i el 5 de juny morí de sobte, a 45 anys.
Serra havia donat un gran impuls al motociclisme català, havent estat el primer a comercialitzar una motocicleta amb motor de quatre temps. Les seves característiques eren: 350 cc, motor Villiers monocilíndric i velocitat màxima de 120 a 125 km/h. També en va fabricar una d'equipada amb motor americà Henderson de 1.000 cc.

### L'automòbil de 1920
El 1920, Patria decidí de fabricar automòbils i va treure al mercat un model esportiu anomenat Tipo Gran Sport. Es tractava d'un model equipat amb motor de 1.500 cc capaç d'assolir els 115 km/h. Serra tenia també la intenció de desenvolupar un model de 2.000 cc capaç d'arribar als 140 km/h, així com un de més popular amb motor de 6 HP. Finalment, però, res de tot això no va passar i Patria s'hagué de conformar a fabricar i vendre unes poques unitats del Tipo Gran Sport.